# Mooncoin
Mooncoin (irisch Móin Choinn, deutsch: Moorland des Conn) ist ein Dorf im County Kilkenny im mittleren Süden der Republik Irland und hat 1184 Einwohnern nach der Volkszählung 2022. Gegenüber 1991 hat sich die Einwohnerzahl um ca. die Hälfte erhöht.

## Der Ort
Mooncoin liegt im Süden der Grafschaft Kilkenny an der Grenze zum County Waterford. Im Westen fließt der Suir. Die N24 führt von Carrick-on-Suir kommend nach Grannagh. Umgeben wird Mooncoin von den Bergen und Ausläufern des Slievenamon und der Comeragh Mountains.

## Geschichte
Südlich von Mooncoin findet sich die Motte von Portnascully. Ursprünglich gehörte die Siedlung zum Königreich Ossory. Zwischenzeitlich war Mooncoin wohl Hauptort eines katholischen Sprengels, der neben Mooncoin noch Killinaspick und Carrigeen umfasste.

## Persönlichkeiten
- John Walsh (1830–1898), Erzbischof von Toronto (1889–1898)
- Edward Walsh (1791–1872), Bischof von Ossory (1846–1872)

## Trivia
Mit der Ballade The Rose of Mooncoin von Watt Murphy beschreibt dieser seine vergebliche Liebe zu einem protestantischen Mädchen in Mooncoin. Murphy soll die Ballade um 1848 verfasst haben.
Heute wird die Ballade als Hymne des Kilkenny GAA verwendet. Ein Pub in Mooncoin trägt den Namen Rose of Mooncoin.

## Sehenswürdigkeiten

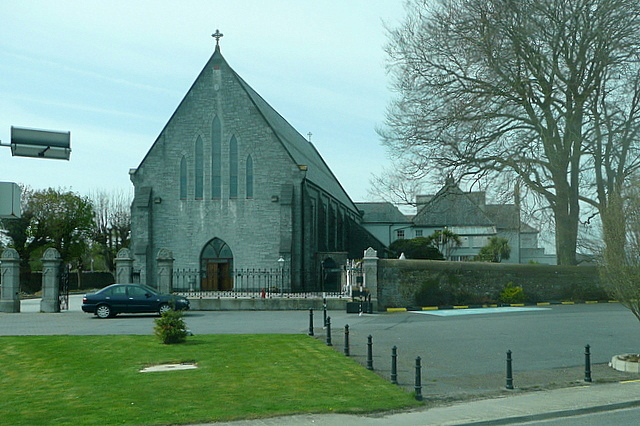
Himmelfahrtskirche

- Himmelfahrtskirche